# Thomas Myddelton (1er baronnet)
Thomas Myddelton, 1er baronnet (2 novembre 1624 - 13 juillet 1663) est un homme politique gallois qui siège à la Chambre des communes entre 1646 et 1663. Il soutient la cause parlementaire dans la guerre civile anglaise, mais participe au soulèvement du Cheshire (1659) à l'appui de la restauration.

## Biographie
Il est le deuxième fils de l'homme politique et général parlementaire Thomas Myddelton le Jeune (en) et le petit-fils de Thomas Myddelton (maire de Londres) (en) qui est lord-maire de Londres en 1613. Il s'inscrit à l'Oriel College d'Oxford le 20 mars 1640.
Il sert de «liaison» entre le Parlement et son père qui fait campagne à la frontière galloise. Il est nommé gouverneur du Château de Chirk le 7 mars 1646 et lieutenant-adjoint du Denbighshire le 2 juillet 1646. En 1646, il est élu député de Flint au Long Parlement. Il est commissaire des impôts du comté en 1647 et participe le 21 août 1648 à la North Wales Association. Il est exclu du Parlement à Purge de Pride en décembre 1648. Il participe à la rébellion de Booth et a occupe le château de Chirk jusqu'au 24 août 1659, date à laquelle il reçoit deux mois pour quitter le pays, à moins que le Parlement n'ait accordé une grâce entre-temps.
En 1660, il est élu député de Montgomery au Parlement de la Convention. Il est créé baronnet de Chirk dans le comté de Denbigh le 4 juillet 1660. En 1661, il est élu député du Denbighshire au Parlement cavalier et siège jusqu'à sa mort en 1663.
Il est décédé à Londres du vivant de son père à l'âge de 38 ans et est enterré à Chirk.

## Famille

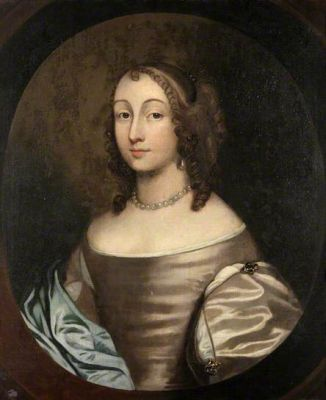
Mary Cholmondeley, 1650, Chirk Castle

Myddelton épouse Mary Cholmondley, fille de Thomas Cholmondley de Vale Royal, Cheshire, et en secondes noces Jane Trevor, fille de John Trevor de Denbighshire. Il a cinq fils et est remplacé comme baronnet par son fils aîné Thomas.